# Елсниг
Елсниг (њем. Elsnig) општина је у њемачкој савезној држави Саксонија. Једно је од 36 општинских средишта округа Сјеверна Саксонија. Према процјени из 2010. у општини је живјело 1.633 становника. Посједује регионалну шифру (AGS) 14730120.

## Географски и демографски подаци
Елсниг се налази у савезној држави Саксонија у округу Сјеверна Саксонија. Општина се налази на надморској висини од 88 метара. Површина општине износи 36,8 km². У самом мјесту је, према процјени из 2010. године, живјело 1.633 становника. Просјечна густина становништва износи 44 становника/km².